# Estadi Ellis Park
L'Estadi Ellis Park o el Coca-Cola Park (per raons publicitàries) és un estadi de futbol situat a Johannesburg a Sud-àfrica que fou seu de la Copa del Món de futbol 2010 i on es disputaren cinc partits de la primera fase, un de vuitens i un de quarts. La propietària del camp és l'empresa Golden Lions. La seva capacitat total és de 62.567 espectadors i la seva obertura es data l'any 1928. En aquest estadi hi juguen els Lions de rugbi a 15 a la competició Super Rugby.

## Copa del Món de futbol de 2010
Partits del torneig que es jugaren a l'estadi:
Primera fase
- 12 de juny:  Argentina 1 – 0  Nigèria
- 15 de juny:  Brasil 2 – 1  Corea del Nord
- 18 de juny:  Eslovènia 2 – 2  Estats Units
- 21 de juny:  Espanya 2 – 0  Hondures
- 24 de juny:  Eslovàquia 3 – 2  Itàlia

Vuitens de final
| Brasil                                    | 3 - 0 | Xile |
| ----------------------------------------- | ----- | ---- |
| Juan 35' · Luís Fabiano 38' · Robinho 59' | Fitxa |      |

Quarts de final
| Paraguai | 0 - 1 | Espanya   |
| -------- | ----- | --------- |
|          | Fitxa | Villa 83' |